# 関西電力
関西電力株式会社（かんさいでんりょく、英: The Kansai Electric Power Company, Incorporated）は、大阪府大阪市北区中之島に本店を置く電力会社である。電気の販売量で東京電力エナジーパートナーに次ぐ日本国内第2位。略称として関電（かんでん）や、KEPCO（Kansai Electric Power Co., Inc.＝ケプコ）が使われる。
日経平均株価およびJPX日経インデックス400の構成銘柄の一つ。

## 概要
近畿地方や関東地方などで電力小売事業や、発電事業を行っている。
太平洋戦争後、日本が占領下にあった1951年5月1日に設立された。松永安左エ門（電気事業再編成審議会委員長）がGHQを説得し、国会決議より効力が強いGHQポツダム政令である電気事業再編成令を元に、戦時における企業統廃合などによって発足した関西配電と日本発送電を再編した（このため、現在も一部の年配者には関西電力を「関配（カンパイ）」と呼ぶ人もいる）。後述のとおり、戦前まで近畿地方を拠点に全国展開していた大同電力、宇治川電気、日本電力、東邦電力の流れを組み、資産を継承している関係上、近畿地方以外の発電所などの設備を多く持つ。社章は電流を示す「アンペア（A）」と電圧を表す「ボルト（V）」を組み合わせるとともに前身の日本発送電と関西配電の融和への思いを込めたものとしている。
発電能力と比べ、実際の発電所は原子力発電による比率が約55%となっている（他社からの買電、融通、揚水発電を除いた発電量における、設備別比重）。その一方、本来の電力供給エリア外である富山県の黒部川流域などに、最大出力30万kW超の大型の水力発電所も所有する。
2001年以降、高経年で効率の低い小容量火力発電所の廃止を進めている。春日出発電所、大阪発電所、高砂発電所など計7箇所の発電所が全廃されたほか、複数の発電設備が長期計画停止となり、2013年時点も停止中の火力発電所が存在する。これらはほとんどが石油火力である。
関西財界を構成する主要企業の一つである。関西電力の社長・会長はたびたび関西経済連合会会長に就任している。しかし、競争市場で勝ち残ってきた企業ではなく、自然独占を前提とした公共料金規制を受ける企業である。にもかかわらず元会長が10億円の退職金を受けとっていたことが報道され、話題となった。
設立65周年の2016年5月1日より、ブランドステートメントとして「power with heart」が制定されたことに伴い（制定は同年3月）、イメージキャラクターに俳優の佐々木蔵之介が起用されている。

## 沿革

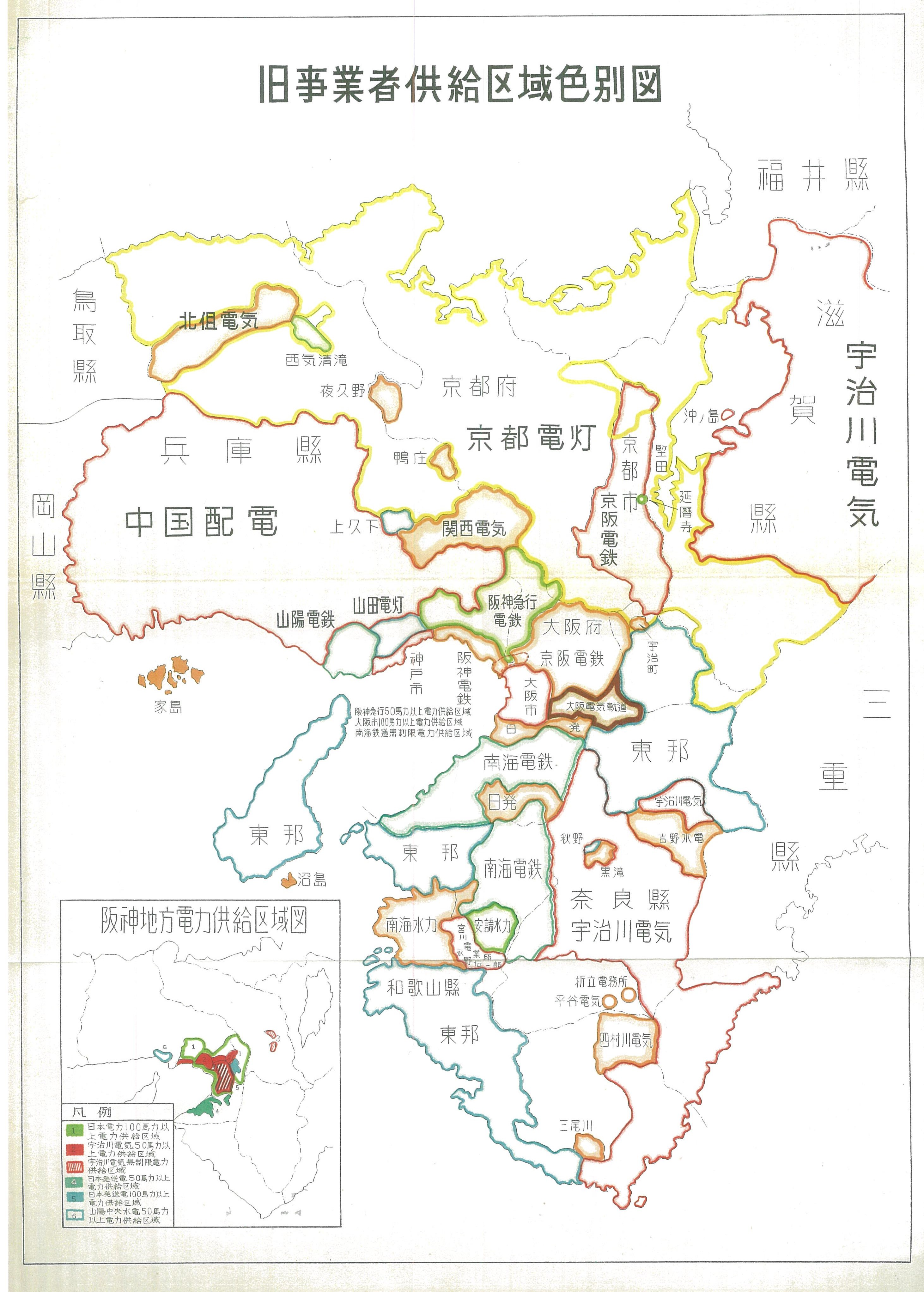
関西配電に出資した電力会社の供給エリア、関西配電社史より

- 1887年10月 - 神戸電灯設立（翌年9月10日に事業開始、近畿地方における最初の電気事業者）。
- 1888年
  - 2月5日 - 大阪電灯設立（翌年5月20日に事業開始）。
  - 4月6日 - 京都電燈設立（翌年7月に事業開始）。
- 1906年10月25日 - 宇治川電気設立。
- 1913年5月 - 神戸電灯、神戸電気鉄道（神戸市電の前身。現在の神戸電鉄とは別法人）と合併し神戸電気設立。
- 1919年12月 - 資本金5000万円にて、日本電力設立[12]。
- 1921年2月 - 大阪送電、日本水力・木曾電気興業が合併し、大同電力設立[13]。
- 1923年10月1日 - 大阪市、大阪電灯を買収し電気事業を市営化。大阪市電気局（後の大阪市交通局）が設立される。
- 1925年6月 - 東邦電力設立。
- 1926年12月 - 昭和電力設立。
- 1939年4月1日 - 日本発送電設立。これ以降、日本電力や昭和電力などの電力会社および大阪市電気局などの公営電気事業の統廃合が行われる。
- 1942年4月1日 - 関西配電設立。
- 1951年
  - 5月1日 - 関西配電および日本発送電を廃止し、関西電力発足。
  - 9月3日 - 5か所の水力発電所を中部・北陸両電力に5月1日付で帰属する事を決定（小坂・竹原川・瀬戸を中電へ、牧・東町を北陸電へ）。
- 1955年9月6日 - 石炭火力発電所、姫路第一発電所1号機が運転開始[14]（後に石油を経てLNGに転換）。
- 1956年9月20日 - 石炭火力発電所、多奈川発電所1号機が運転開始[15]（後に石油に転換）。
- 1959年4月18日 - 石炭火力発電所、大阪発電所1号機が運転開始[16]（後に石油専焼を経て石油・LNG混焼に転換）。
- 1960年3月31日 - 関電ビル本店新社屋が竣工。同年5月1日から5月3日にかけて本店、大阪北支店、近畿支店、大阪火力事務所が同社屋に移転した[17]。
- 1961年1月15日 - 黒部川第四発電所が一部運転開始[18]。
- 1963年
  - 1月12日 - 日本初の大容量石油専焼火力発電所、尼崎第三発電所1号機が運転開始[19]。
  - 10月21日 - 石油火力発電所、姫路第二発電所1号機が運転開始[20]（後にLNGに転換）。
  - 10月31日 - 石油火力発電所、春日出発電所（新）1号機が運転開始[20]（旧設備は1961年に廃止）。
- 1964年
  - 7月 - 石炭・重油混焼火力発電所、尼崎東発電所1号機が運転開始。
  - 8月1日 - 関電トンネルトロリーバス開業[21]（日本の電力会社で唯一の直営鉄軌道事業者）
  - 12月9日 - 石油火力発電所、堺港発電所1号機が運転開始[21]（後に石油・LNG混焼に転換）。
- 1969年7月1日 - 石油火力発電所、三宝発電所1号機が運転開始[22]（運営は関連会社である堺共同火力株式会社に委託）。
- 1970年
  - 5月29日 - 石油火力発電所、海南発電所1号機が運転開始[23]。
  - 11月28日 - 電力会社では初の原子力発電所、美浜発電所1号機が運転開始[24]。
- 1971年9月18日 - 石油火力発電所、高砂発電所1号機が運転開始[25]。
- 1974年
  - 9月30日 - 尼崎第一発電所（石炭火力）廃止[26]。
  - 11月14日 - 原子力発電所、高浜発電所1号機が運転開始[27]。
- 1976年3月31日 - 尼崎第二発電所（石炭火力）廃止[28]。
- 1977年7月15日 - 石油火力発電所、多奈川第二発電所1号機が運転開始[29]。
- 1979年3月27日 - 原子力発電所、大飯発電所1号機が運転開始[30]。
- 1982年9月3日 - 石油火力発電所、相生発電所1号機が運転開始[31]。
- 1984年9月14日 - 石油火力発電所、御坊発電所1号機が運転開始[32]。
- 1987年9月25日 - 石油火力発電所、赤穂発電所1号機が運転開始[33]。
- 1989年8月4日 - 石油火力発電所、宮津エネルギー研究所1号機が運転開始[34]。
- 1990年11月30日 - 関西電力初の新設LNG専焼火力発電所、南港発電所1号機が運転開始[35]。
- 1995年4月28日 - 日本初の多軸再熱型コンバインドサイクル発電方式を採用した姫路第一発電所5号機が運転開始[36]（コンバインドサイクル発電としても関西電力初）。
- 1998年6月19日- 奥多々良木発電所増設工事完了、最大出力193.2万kWの日本最大の揚水発電所となる[37]。
- 2000年5月17日 - 岩谷産業との合弁企業「エル・エナジー」を設立。ガス事業への参入を開始する[38]。
- 2001年 - 春日出発電所、多奈川発電所、尼崎第三発電所（いずれも石油火力）、尼崎東発電所（石炭・重油混焼火力）を廃止。
- 2003年
  - 珠洲原子力発電所計画凍結。
  - 3月 - 三宝発電所（石油火力）廃止。堺共同火力解散。
  - 12月 - 大阪発電所（石油・LNG混焼火力）廃止。
- 2004年8月 - 関西電力としては30年ぶりとなる石炭火力発電所、舞鶴発電所1号機が運転開始。
- 2005年 - 日置川原子力発電所電源開発促進重要地点の指定より除外。
- 2006年 - 高砂発電所（石油火力）廃止。久美浜原子力発電所の建設計画を中止。
- 2009年4月1日 - 関西電力初の1,500℃級MACCを採用した堺港発電所1号機が運転開始（旧設備は2006年3月に廃止）。
- 2010年10月5日 - 電力会社では初の大規模太陽光発電所、堺太陽光発電所（第1区画）が運転開始。
- 2012年12月20日 - 関西電力グループ初の風力発電所、淡路風力発電所が運転開始。
- 2013年8月27日 - 関西電力初の1,600℃級MACCIIを採用した姫路第二発電所新1号機が運転開始。
- 2017年
  - 6月16日 - 高浜発電所4号機営業運転再開。
  - 7月4日 - 高浜発電所3号機営業運転再開。
- 2020年
  - 4月1日 - 同社の送配電カンパニーが、発送電分離の法的措置により「関西電力送配電株式会社」に分社化。
  - 6月25日 - 指名委員会等設置会社へ移行。
- 2023年3月30日 - 2018年秋頃から電力小売りが全面自由化されているにもかかわらず、主に工場や商業施設、商業ビル向けの電力小売りで、お互いの地盤エリアで営業活動を展開しないように画策するなどカルテルを結んでいたことが明らかとなり、公正取引委員会は、中国電力や中部電力とその子会社、九州電力などに総額1000億円あまりの課徴金納付を命じた。しかしカルテルを主導した関西電力は公正取引委員会にカルテルを「自主申告」したため、処分が免除されたことが報道された。総額1010億円の巨額の課徴金は過去最高額であった[39][40]。

## 社史・記念誌
関西電力では、以下の5冊を発行している。
- 関西電力の10年（関西電力株式会社10年史編集委員会・編集）　1961年発行、286ページ。
- 関西電力の20年（関西電力株式会社・編）　1972年11月発行、456ページ。
- 関西電力二十五年史（二十五年史編集委員会・編集）　1978年3月発行、621ページ。
- 関西電力五十年史（関西電力五十年史編纂事務局・編纂）　2002年3月発行、1275ページ。
- 関西電力五十年史 統計・資料編（関西電力五十年史編纂事務局・編纂）　2002年3月発行、466ページ。

## 発電施設
合計 170箇所、3657万kW（2016年3月31日現在）
- 総出力には長期計画停止中、定期点検中の号機を含む。廃止された号機、建設中の号機は含まない。

### 水力発電所
152箇所、約823万kW（22%） - 近畿地方各府県（大阪府を除く）、富山県、福井県、長野県、岐阜県に発電所を有する。
- 主な水力発電所（10万kW以上の発電所）

| 発電所名           | 水系名 | 方式             | 総出力    | 所在地               |
| ------------------ | ------ | ---------------- | --------- | -------------------- |
| 読書発電所         | 木曽川 | ダム水路式       | 11.9万kW  | 長野県木曽郡南木曽町 |
| 丸山発電所         | 木曽川 | ダム水路式       | 13.8万kW  | 岐阜県加茂郡八百津町 |
| 木曽発電所         | 木曽川 | ダム水路式       | 11.6万kW  | 長野県木曽郡木曽町   |
| 下小鳥発電所       | 神通川 | ダム水路式       | 14.2万kW  | 岐阜県飛騨市         |
| 新黒部川第三発電所 | 黒部川 | ダム水路式       | 11.0万kW  | 富山県黒部市         |
| 黒部川第四発電所   | 黒部川 | ダム水路式       | 33.5万kW  | 富山県黒部市         |
| 音沢発電所         | 黒部川 | ダム水路式       | 12.4万kW  | 富山県黒部市         |
| 奥吉野発電所       | 新宮川 | ダム式（揚水式） | 120.6万kW | 奈良県吉野郡十津川村 |
| 喜撰山発電所       | 淀川   | ダム式（揚水式） | 46.6万kW  | 京都府宇治市         |
| 大河内発電所       | 市川   | ダム式（揚水式） | 128万kW   | 兵庫県神崎郡神河町   |
| 奥多々良木発電所   | 円山川 | ダム式（揚水式） | 193.2万kW | 兵庫県朝来市         |

- 他の水力発電所については、電力会社管理ダム#関西電力を、管理する発電用ダム一覧については日本の発電用ダム一覧#関西電力を参照のこと。

### 火力発電所
11箇所（計画中1箇所）、1456万6400kW（関連会社経営の発電所を除く）（53%）
| 発電所名                        | 使用燃料             | 総出力     | 号機                                | 出力              | 運転開始                                                                            | 所在地               | 備考                                    |
| ------------------------------- | -------------------- | ---------- | ----------------------------------- | ----------------- | ----------------------------------------------------------------------------------- | -------------------- | --------------------------------------- |
| 宮津エネルギー研究所            | 重油、原油           | 75万kW     | 1号機 2号機                         | 37.5万kW          | 1989年8月 1989年12月                                                                | 京都府宮津市         | 1、2号機とも長期計画停止中。            |
| 舞鶴発電所                      | 石炭、木質バイオマス | 180万kW    | 1号機 2号機                         | 90万kW            | 2004年8月 2010年8月                                                                 | 京都府舞鶴市         |                                         |
| 南港発電所                      | LNG                  | 180万kW    | 1号機 2号機 3号機                   | 60万kW            | 1990年11月 1991年2月 1991年10月                                                     | 大阪府大阪市住之江区 |                                         |
| 堺港発電所                      | LNG                  | 200万kW    | 1号機 2号機 3号機 4号機 5号機       | 40万kW            | 2009年4月 2009年7月 2009年10月 2010年4月 2010年9月                                  | 大阪府堺市西区       | CC方式。                                |
| 関西国際空港 エネルギーセンター | 都市ガス、灯油       | 4万kW      | 1号GT 2号GT                         | 2万kW             | 1993年11月                                                                          | 大阪府泉南郡田尻町   | ガスタービン発電方式。                  |
| 姫路第一発電所                  | LNG                  | 150.74万kW | 5号機 6号機                         | 72.9万kW 71.3万kW | 1995年4月 1996年5月                                                                 | 兵庫県姫路市飾磨区   | 1～4号機は廃止。 5、6号機はCC方式。     |
| 姫路第一発電所                  | LNG                  | 150.74万kW | GT1号機 GT2号機                     | 3.27万kW          | 2012年8月8日 2012年8月13日                                                          | 兵庫県姫路市飾磨区   | 非常用。ガスタービン発電方式。          |
| 姫路第二発電所                  | LNG                  | 291.9万kW  | 1号機 2号機 3号機 4号機 5号機 6号機 | 48.65万kW         | 2013年8月27日 2013年11月19日 2014年3月19日 2014年7月22日 2014年9月5日 2015年3月25日 | 兵庫県姫路市飾磨区   | 1～6号機はCC方式。                      |
| 相生発電所                      | LNG、重油、原油      | 75万kW     | 1号機 3号機                         | 37.5万kW          | 1982年9月 1983年1月                                                                 | 兵庫県相生市         | 2号機は2019年に相生バイオエナジーに譲渡 |
| 赤穂発電所                      | 重油、原油           | 120万kW    | 1号機 2号機                         | 60万kW            | 1987年9月 1987年12月                                                                | 兵庫県赤穂市         |                                         |
| 御坊発電所                      | 重油、原油           | 180万kW    | 1号機 2号機 3号機                   | 60万kW            | 1984年9月 1984年11月 1985年3月                                                      | 和歌山県御坊市       | 2号機は2019年4月から休止                |
| 和歌山発電所                    | LNG                  | kW         |                                     |                   |                                                                                     | 和歌山県和歌山市     | 1、2号系列計画中。 （CC方式、370万kW）  |

#### 関連会社運営
| 発電所名          | 使用燃料       | 総出力   | 号機        | 出力             | 運転開始            | 所在地           | 運営会社       | 備考                            |
| ----------------- | -------------- | -------- | ----------- | ---------------- | ------------------- | ---------------- | -------------- | ------------------------------- |
| 和歌山共同発電所* | 副生ガス、重油 | 37.9万kW | 2号機 3号機 | 7.5万kW 15.6万kW | 1965年7月 1970年7月 | 和歌山県和歌山市 | 和歌山共同火力 | 旧1号機は廃止。 2号機は予備機。 |
| 和歌山共同発電所* | 副生ガス       | 37.9万kW | 新1号機     | 14.8万kW         | 2014年10月14日      | 和歌山県和歌山市 | 和歌山共同火力 | 新1号機はCC方式。               |

* 和歌山共同発電所は出力の半分を新日鐵住金和歌山製鐵所へ供給。

### 原子力発電所
3箇所、658万kW（24%）
| 発電所名   | 原子炉型式     | 総出力    | 号機                    | 出力            | 運転開始                                                 | 所在地               | 備考                                                                                        |
| ---------- | -------------- | --------- | ----------------------- | --------------- | -------------------------------------------------------- | -------------------- | ------------------------------------------------------------------------------------------- |
| 美浜発電所 | 加圧水型軽水炉 | 82.6万kW  | 3号機                   | 82.6万kW        | 1976年3月15日                                            | 福井県三方郡美浜町   | 1、2号機は廃炉決定済み。 3号機は2021年7月27日営業運転再開                                   |
| 大飯発電所 | 加圧水型軽水炉 | 236万kW   | 3号機 4号機             | 118万kW         | 1991年12月18日 1993年2月2日                              | 福井県大飯郡おおい町 | 1、2号機は廃炉決定済み。 3号機は2018年3月14日営業運転再開 4号機は2018年5月9日営業運転再開。 |
| 高浜発電所 | 加圧水型軽水炉 | 339.2万kW | 1号機 2号機 3号機 4号機 | 82.6万kW 87万kW | 1974年11月14日 1975年11月14日 1985年1月17日 1985年6月5日 | 福井県大飯郡高浜町   | 1～2号機定期検査中。 3号機は2017年7月4日営業運転再開。 4号機は2017年6月16日営業運転再開。   |

### 新エネルギー
3箇所、1万kW（関連会社経営の発電所を除く）
| 発電所名           | 方式       | 総出力 | 運転開始                                                        | 所在地               |
| ------------------ | ---------- | ------ | --------------------------------------------------------------- | -------------------- |
| 堺太陽光発電所     | 太陽光発電 | 1万kW  | 第1区画:2010年10月5日 第2区画:2011年3月8日 第3区画:2011年9月7日 | 大阪府堺市西区       |
| 若狭おおい太陽光所 | 太陽光発電 | 500kW  | 2013年11月6日                                                   | 福井県大飯郡おおい町 |
| 若狭高浜太陽光所   | 太陽光発電 | 500kW  | 2014年11月1日                                                   | 福井県大飯郡高浜町   |

#### 関連会社運営
| 発電所名               | 方式               | 総出力    | 運転開始       | 所在地             | 運営会社                     |
| ---------------------- | ------------------ | --------- | -------------- | ------------------ | ---------------------------- |
| 淡路風力発電所         | 風力発電           | 1.2万kW   | 2012年12月20日 | 兵庫県淡路市       | 関電エネルギーソリューション |
| 田原4区風力発電所      | 風力発電           | 0.6万kW   | 2014年5月27日  | 愛知県田原市       | 関電エネルギーソリューション |
| 山崎太陽光発電所       | 太陽光発電         | 0.198万kW | 2015年11月1日  | 兵庫県宍粟市       | 関電エネルギーソリューション |
| けいはんな太陽光発電所 | 太陽光発電         | 0.198万kW | 2013年12月1日  | 京都府相楽郡精華町 | 関電エネルギーソリューション |
| 有田太陽光発電所       | 太陽光発電         | 2.97万kW  | 2015年10月1日  | 和歌山県有田市     | 関電エネルギーソリューション |
| 朝来バイオマス発電所   | 木質バイオマス発電 | 0.56万kW  | 2016年12月1日  | 兵庫県朝来市       | 関電エネルギーソリューション |
| 寺内配水所小水力発電所 | 小水力発電         | 120kW     | 2007年2月15日  | 大阪府豊中市       | 関電エネルギーソリューション |

### 過去および建設中止された発電施設

#### 火力発電所
| 発電所名         | 使用燃料   | 総出力   | 廃止時期 | 所在地               | 備考                                      |
| ---------------- | ---------- | -------- | -------- | -------------------- | ----------------------------------------- |
| 春日出発電所     | 重油       | 31.2万kW | 2001年   | 大阪府大阪市此花区   |                                           |
| 大阪発電所       | 重油、LNG  | 62.4万kW | 2003年   | 大阪府大阪市住之江区 |                                           |
| 三宝発電所       | 重油       | 15.6万kW | 2003年   | 大阪府堺市堺区       | 関連会社の堺共同火力が運営していた。      |
| 多奈川発電所     | 重油       | 46.2万kW | 2001年   | 大阪府泉南郡岬町     |                                           |
| 多奈川第二発電所 | 重油、原油 | 120万kW  | 2020年   | 大阪府泉南郡岬町     |                                           |
| 海南発電所       | 重油、原油 | 210万kW  | 2019年   | 和歌山県海南市       | 2019年4月1日付で4号機を含む全号機が廃止。 |
| 尼崎第一発電所   | 石炭       | 31.8万kW | 1974年   | 兵庫県尼崎市         |                                           |
| 尼崎第二発電所   | 石炭       | 30万kW   | 1976年   | 兵庫県尼崎市         |                                           |
| 尼崎第三発電所   | 原油       | 46.8万kW | 2001年   | 兵庫県尼崎市         |                                           |
| 尼崎東発電所     | 石炭、重油 | 31.2万kW | 2001年   | 兵庫県尼崎市         |                                           |
| 高砂発電所       | 重油、原油 | 90万kW   | 2006年   | 兵庫県高砂市         |                                           |

#### 原子力発電所
| 発電所名           | 原子炉型式 | 総出力 | 廃止時期 | 所在地                                       | 備考                                                                 |
| ------------------ | ---------- | ------ | -------- | -------------------------------------------- | -------------------------------------------------------------------- |
| 珠洲原子力発電所   |            |        | 計画中止 | 石川県珠洲市                                 | 2003年計画凍結。北陸電力および中部電力との共同運営が予定されていた。 |
| 久美浜原子力発電所 |            |        | 計画中止 | 京都府熊野郡久美浜町（現・京丹後市久美浜町） | 2006年計画中止。                                                     |
| 日高原子力発電所   |            |        | 計画中止 | 和歌山県日高郡日高町                         | 2005年計画中止。                                                     |
| 日置川原子力発電所 |            |        | 計画中止 | 和歌山県西牟婁郡日置川町（現・白浜町）       | 2005年、電源開発促進重要地点の指定より除外。                         |

### 電源調達入札制度について
- 1995年（平成7年）の電気事業制度改革において電源調達入札制度が創設され、卸供給事業者（IPP・独立系発電事業者）6社と供給契約を結んでいる[44]。

6箇所、191万3800kW
| 卸供給事業者                       | 契約電力  | 供給開始            | 所在地             | 備考                                                  |
| ---------------------------------- | --------- | ------------------- | ------------------ | ----------------------------------------------------- |
| 大阪瓦斯（酉島エネルギーセンター） | 14万kW    | 2002年4月           | 大阪府大阪市此花区 | 現：ガスアンドパワー                                  |
| 中山共同発電（船町発電所）         | 13.6万kW  | 1999年4月           | 大阪府大阪市大正区 |                                                       |
| 神戸製鋼所（神鋼神戸発電所）       | 65.9万kW  | 2002年4月 2004年4月 | 兵庫県神戸市灘区   | 現：コベルコパワー神戸 65万kWの2基体制130万kWを計画中 |
| 新日本製鐵（広畑製鐵所）           | 13.3万kW  | 1999年4月           | 兵庫県姫路市       | 現：日本製鉄                                          |
| 神戸製鋼所（加古川製鉄所）         | 5.45万kW  | 1999年4月           | 兵庫県加古川市     |                                                       |
| 興亜石油（麻里布製油所）           | 13.23万kW | 2004年4月           | 山口県玖珂郡和木町 | 現：JXTGエネルギー                                    |

- 事業者名はいずれも契約当時。

## 事業所
- 本店 大阪市北区（関電ビルディング）

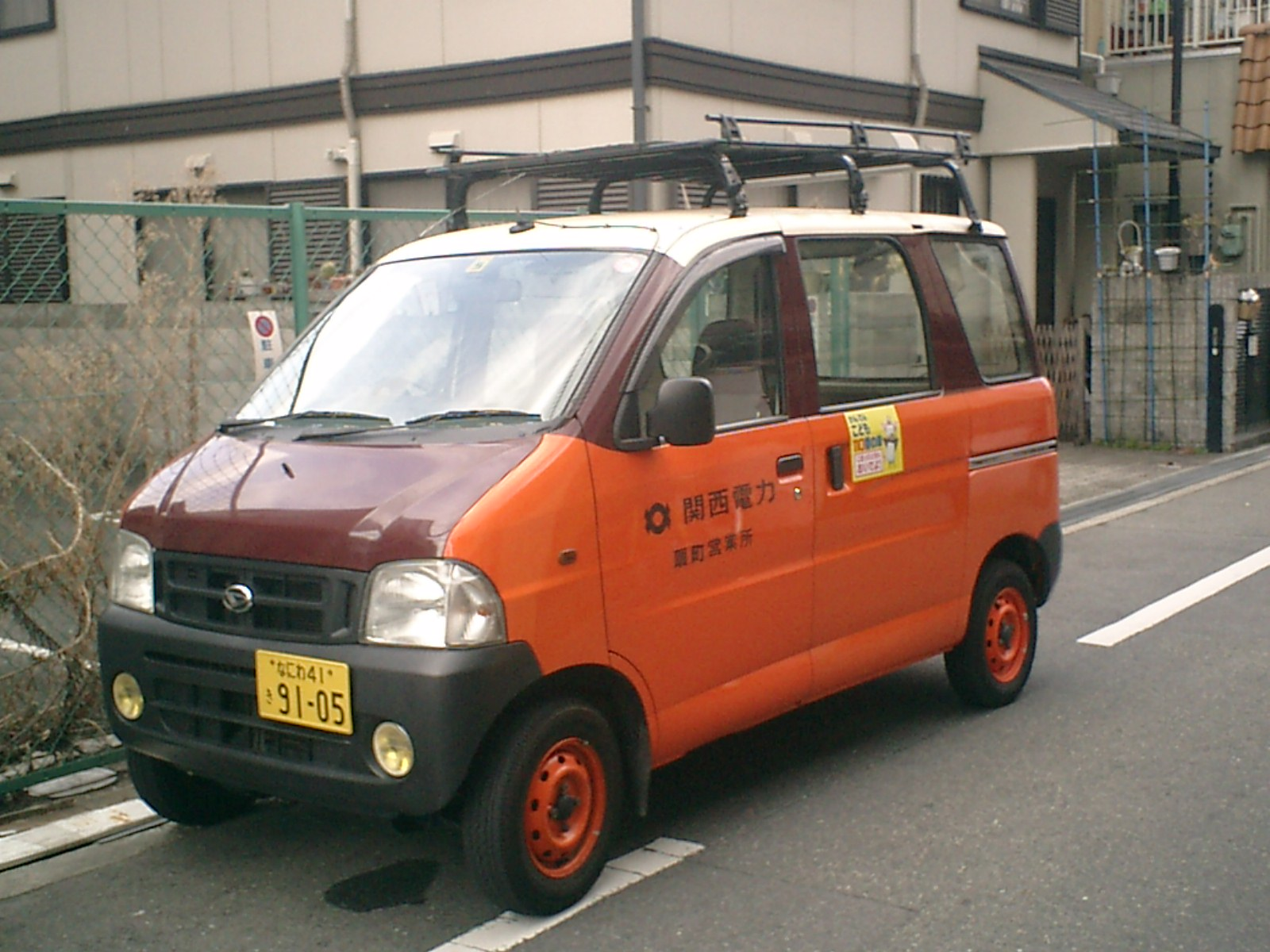
関西電力のサービスカー（旧送配電事業部門管轄の過去のデザインのもの。送配電事業は、2020年4月1日より関西電力送配電に分社化済）

- 原子力事業本部（旧・若狭支社） 福井県三方郡美浜町
  - 地域共生本部 福井市
- 大阪支社 大阪市北区
  - 九条配電営業所 大阪市西区
  - 扇町配電営業所 大阪市北区
  - 北摂配電営業所 豊中市
    - （池田営業所 池田市）

  - 高槻配電営業所 高槻市
  - 守口配電営業所 守口市
  - 枚方配電営業所 枚方市
  - 難波配電営業所 大阪市浪速区
  - 東住吉配電営業所 大阪市東住吉区
  - 東大阪配電営業所 東大阪市
  - 羽曳野配電営業所 羽曳野市
  - 南大阪配電営業所 堺市堺区
  - 岸和田配電営業所 岸和田市
- 京都支社 京都市下京区
  - 京都配電営業所 京都市北区
  - 伏見配電営業所 京都市伏見区
  - 福知山配電営業所 福知山市
    - （舞鶴営業所 舞鶴市）
    - （宮津営業所 宮津市）
    - （峰山営業所 京丹後市）

  - 小浜配電営業所 小浜市
    - （美浜営業所 三方郡美浜町）
- 神戸支社 神戸市中央区
  - 神戸配電営業所 神戸市中央区
  - 明石配電営業所 明石市
  - 淡路配電営業所 洲本市
  - 阪神配電営業所 尼崎市
  - 三田配電営業所 三田市
- 兵庫支社（姫路）姫路市
  - 姫路配電営業所 姫路市
  - 加古川配電営業所 加古川市
  - 相生配電営業所 相生市
  - 豊岡配電営業所 豊岡市
  - 社配電営業所 加東市
- 奈良支社 奈良市
  - 奈良配電営業所 奈良市
  - 高田配電営業所 大和高田市
- 滋賀支社 大津市
  - 滋賀配電営業所 大津市
  - 彦根配電営業所 彦根市
  - 八日市配電営業所 東近江市
- 和歌山支社 和歌山市
  - 和歌山配電営業所 和歌山市
  - 新宮配電営業所 新宮市
  - 田辺配電営業所 田辺市
    - （御坊営業所 御坊市）

  - 橋本配電営業所 橋本市
- 東海支社 名古屋市東区（木曽川流域の水力発電所＝旧・大同電力＝を管轄）
- 北陸支社 富山市
- 東京支社 東京都千代田区
- 火力事業本部 大阪市北区
- 関西電力病院 大阪市福島区
- 能力開発センター 茨木市

2004年6月30日、近畿2府4県で一部の営業所が再編された。
2015年11月30日をもって、カッコ書きの6営業所の窓口閉鎖及び、全営業所窓口においての電気料金支払い・低圧電気工事の申し込み業務が廃止となった。また存続した営業所も全て「配電営業所」に改称した。そして2020年4月1日には、発送電分離の法的措置により、各配電営業所は「関西電力送配電株式会社」の各営業所に分社化・移管された。

## 歴代社長
| 代 | 氏名       | 在任期間               | 出身校               | 備考 |
| -- | ---------- | ---------------------- | -------------------- | --- |
| 1  | 太田垣士郎 | 1951年5月～1959年11月  | 京都帝国大学経済学部 | 黒部ダム建設を進める 関経連会長(5代)                                                                                    |
| 2  | 芦原義重   | 1959年11月～1970年11月 | 京都帝国大学工学部   | 関経連会長(7代) 退任後も代表取締役として君臨したが、1987年に第5代社長の小林庄一郎会長の動議で解任                       |
| 3  | 吉村清三   | 1970年11月～1975年5月  | 東京帝国大学経済学部 | 大阪市電気局出身 |
| 4  | 森岡俊男   | 1975年5月～1977年6月   | 早稲田大学法学部     | 宇治川電気出身 |
| 5  | 小林庄一郎 | 1977年6月～1985年11月  | 東京帝国大学経済学部 | |
| 6  | 森井清二   | 1985年11月～1991年11月 | 京都大学工学部       | 芦原義重第2代社長の娘婿                                                                                                 |
| 7  | 秋山喜久   | 1991年11月～1999年6月  | 東京大学経済学部     | 関経連会長(12代) |
| 8  | 石川博志   | 1999年6月～2001年6月   | 京都大学経済学部     | |
| 9  | 藤洋作     | 2001年6月～2005年6月   | 京都大学工学部       | 美浜原発3号機の蒸気噴出事故により引責辞任                                                                               |
| 10 | 森詳介     | 2005年6月～2010年6月   | 京都大学工学部       | 部落解放同盟元福井県連合会書記長森山栄治からの金品受領問題で隠蔽を主導し相談役職を辞任                                  |
| 11 | 八木誠     | 2010年6月～2016年6月   | 京都大学工学部       | 部落解放同盟元福井県連合会書記長森山栄治からの金品受領問題で隠蔽を主導し会長職を辞任                                    |
| 12 | 岩根茂樹   | 2016年6月～2020年3月   | 京都大学法学部       | 部落解放同盟元福井県連合会書記長森山栄治からの金品受領問題で隠蔽を主導し社長職を辞任 独占禁止法違反が発覚し役員報酬返納 |
| 12 | 森本孝     | 2020年3月～2022年6月   | 東京大学経済学部     | 独占禁止法違反が発覚し特別顧問辞任、役員報酬返納                                                                        |
| 13 | 森望       | 2022年6月～現職        | 京都大学大学院       | 独占禁止法違反が発覚し役員報酬返納 顧客情報不正閲覧問題で役員報酬返納                                                   |

## 発電施設に関する特記事項
関西電力は、水力発電及び原子力発電の領域において、他の電力会社と比較して特殊な点がある。

### 黒部川流域の電源開発

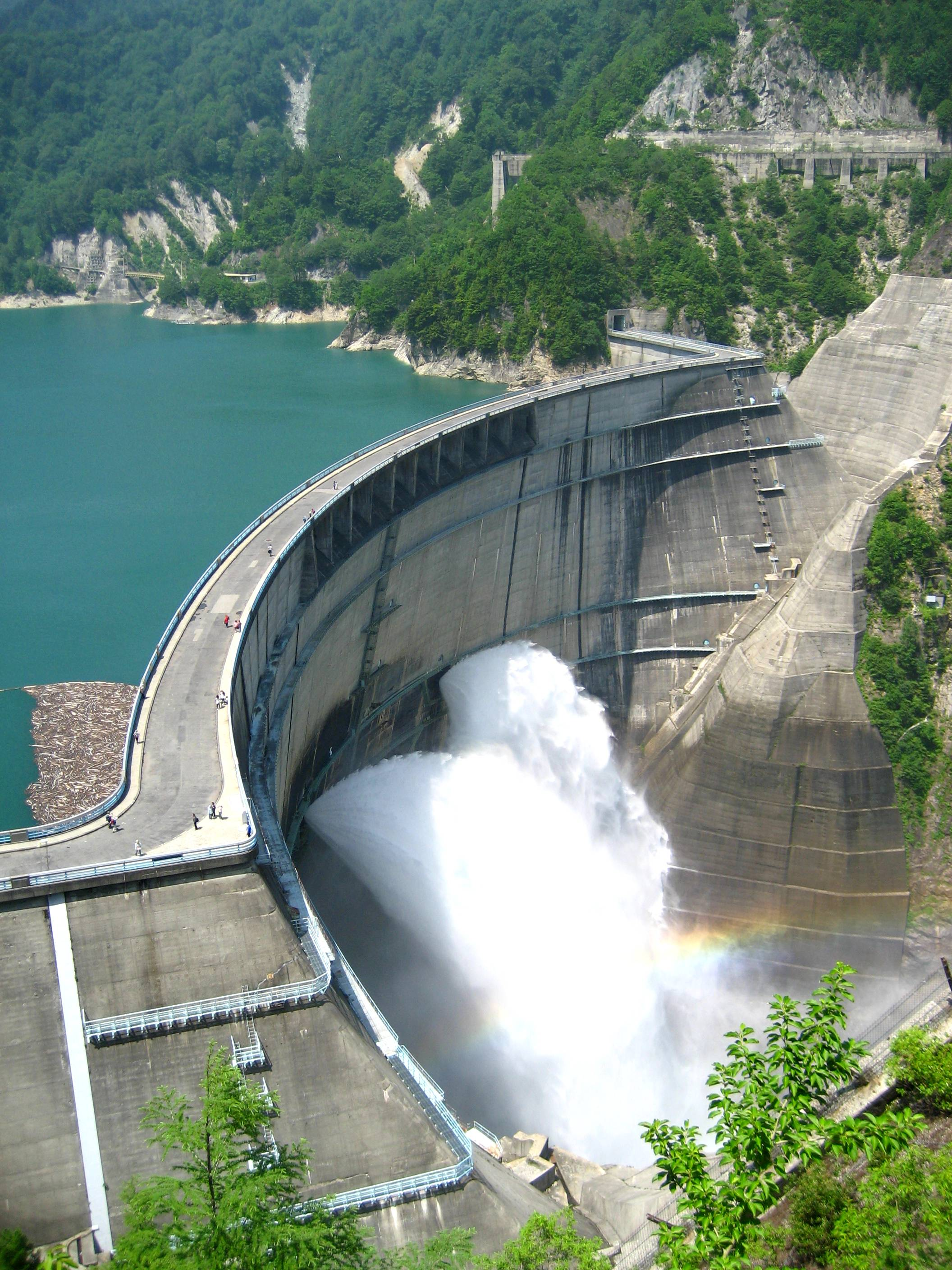
黒部ダム

第二次世界大戦前の日本電力（後の日本発送電）は、近畿地方への配電を目的として富山県黒部川水系に多くの水力発電施設を築いた。戦後、日本発送電を解体した際、配電地主義の観点からこれらは関西電力に引き継がれており、さらに、関西電力自身の手によって黒部川第四発電所が建設された。
このような事情から、配電地域外となる同県富山市に北陸支社が置かれているほか、特に黒部川第四発電所及び黒部ダムなどのいわゆる黒四関連施設の管理のため、長野県大町市に黒四管理事務所がある。
これらの発電施設の建設のため、日本電力時代までに、現あいの風とやま鉄道線黒部駅から黒部川沿いに鉄道や専用軌道および歩道（日電歩道）が建設され、加えて黒四関連施設建設の際には、長野県側からの工事用道路（後に大町有料道路及び関電トンネル）も建設された。これらの鉄道・軌道・道路は、本来の発電施設の維持管理目的のほか、地元鉄道会社へ移管されたり、観光目的に活用されたりしている。
現在、関西電力では、扇沢駅から黒部ダム駅までの関電トンネル電気バスを運行しているほか、黒部峡谷鉄道欅平駅から先のいわゆる上部軌道を専用鉄道として運行している。なお、下部軌道（宇奈月 - 欅平）は子会社の黒部峡谷鉄道が運営している。

### 原子力と関西電力

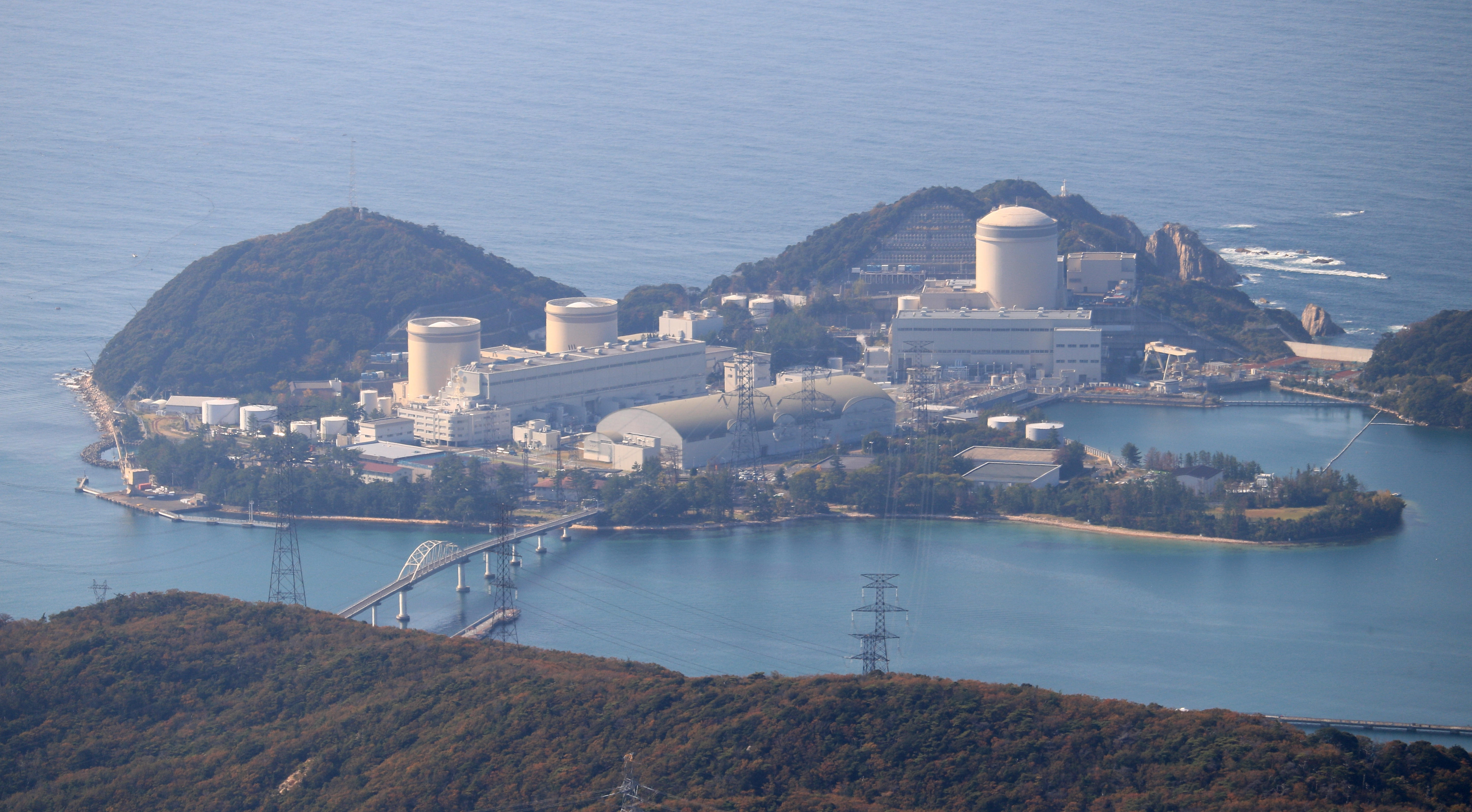
美浜発電所

関西電力は、電力構成に占める原子力発電の割合が他社よりも高い。同社のCMなどでも、「関西の電気の約半分は原子力」と言うキャッチフレーズが流れていた。
同社の原子力発電所は、福井県の若狭国地域に集中立地している。内訳は美浜町の美浜発電所に3基、おおい町の大飯発電所と高浜町の高浜発電所に各4基の、計11基である。すべて加圧水型原子炉（PWR）が採用されている。立地場所はいずれも同社の供給エリアではあるが、同県の越前国地域（敦賀市以東）は北陸電力の管轄である。
この地域は福島県太平洋岸と並んで原子力発電所が集中している地域であり、前述の3発電所に加え、敦賀市には日本原子力発電の敦賀発電所、日本原子力研究開発機構の有する高速増殖炉もんじゅや、新型転換炉ふげん（現在は運転停止・廃炉作業中）、株式会社原子力発電訓練センター（三菱重工業の関連会社）なども立地しており、別名「原発銀座」とも言われている。

#### 東北地方太平洋沖地震（東日本大震災）の影響
2011年3月11日の東北地方太平洋沖地震（東日本大震災）の発生により、東京電力の福島第一原子力発電所で放射能漏れ事故が発生したことを受け、関電は管理下の原子力発電所の非常用ディーゼル発電機以外に、移動可能な電源装置を別途高台等に設置すると各マスコミに向けてアナウンスした。

##### オール電化住宅の促進
東京電力福島第1原発事故以後、オール電化のテレビCMは自粛していたがオール電化住宅の販売促進は継続して行っていた。

## 全需要家に対する節電協力要請
2011年3月11日の東北地方太平洋沖地震（東日本大震災）の発生により生じた、東京電力の福島第一原子力発電所事故を受けて、同年6月10日に同社は、原子力発電所の運転停止・定期点検後の再稼動延期に伴う電力の供給不足による停電を回避することを目的として、7月1日から9月22日の平日9時から20時までの間（お盆の期間を除く）、個人・法人の全需要家に対し、前年比15%程度の節電の協力を要請する、との報道発表を行った。そして7月1日から9月22日まで、「でんき予報」の発表（6月29日 - 9月22日）を含めた、同社からの節電への協力要請が実施された。特に個人の需要家に対しては、平日13時から16時までの節電を呼びかけていた。
その後も同社は、同年12月19日から翌2012年3月23日までの期間において、平日9時から21時までの間（年末年始を除く）全需要家に対し、前年比10%程度の節電協力要請を行った。特に個人の需要家に対しては、平日18時から21時までの節電を呼びかけていた。なお「でんき予報」は2011年11月30日より、また「週間でんき予報」は2011年12月16日より、いずれも2012年3月23日まで発表された。

## 主なグループ会社
グループ会社は2019年時点で、連結子会社が79社、持分法適用会社が4社で構成されている。詳細は、公式サイトのグループ企業一覧を参照。また、全て株式会社である。
連結子会社
- 関西電力送配電
- エネゲート
- エル・エナジー
- エル・スエヒロフードサービス
- 大阪臨海熱供給
- KANSOテクノス（関西総合環境センター → 環境総合テクノス → 現社名）
- 関西メディカルネット
- かんでんCSフォーラム
- かんでんEハウス
- 関電L&A
- 関電エネルギーソリューション
- かんでんエルオートシステム
- かんでんエルハート
- かんでんエルファーム
- かんでんエンジニアリング（旧・山田電気工事→関電阪急商事→関西テック）
- 関電オフィスワーク
- 関電サービス
- 関電ジオレ
- 関電システムズ
- かんでんジョイナス
- かんでんジョイライフ
- 関電セキュリティ・オブ・ソサイエティ
- 関電パワーテック
- 関電不動産開発（旧・関電不動産とMID都市開発が合併）
  - 関電アメニックス
  - 関電コミュニティ（旧・アーバンサービス）
  - 関電ファシリティーズ（旧・関電ビルマネジメントとMIDファシリティマネジメントが合併）
- 関電プラント（旧・関電興業）
- 気象工学研究所
- 黒部峡谷鉄道
- オプテージ
- 原子力安全システム研究所
- 原子力エンジニアリング
- 神戸熱供給
- 堺LNG
- テルヤ
- 日本原子力発電（日本原電）
- 日本ネットワークサポート
- ニュージェック
- 越前エネライン
- 福井都市ガス（2020年4月1日に福井市企業局の都市ガス事業を継承。北陸電力・敦賀ガスとの共同出資）
- ハイドロエッジ
- 甲賀エナジー

持分法適用会社
- きんでん
- 日本原燃

## 関係のある企業
出資先
関西電力が出資する主な企業は以下の通り。
- ダイヘン（旧大阪変圧器、住友グループ他の関西財界人らにより設立。現在も大株主に名を連ねる）

放送事業者は以下の通り（出資比率は2011年3月31日時点）。
- テレビ和歌山 - 5.0%
- サンテレビジョン - 0.5%
- 奈良テレビ放送 - 5.6%
- びわ湖放送 - 4.34%
- ラジオ大阪 - 1.8%
- エフエム京都 - 1.78%
- FM802 - 2.5%
- 関西インターメディア - 6.38%（2012年4月1日付でFM802が事業を継承）

かつての出資先
- ダイビル（旧大阪建物、住友グループ、旧・大阪商船らとともに設立）
- ALSOKライフサポート（旧・京阪ライフサポート。2017年4月26日、京阪ホールディングスから株式を譲受。同年7月1日に「かんでんライフサポート」に商号変更。2022年に綜合警備保障に譲渡）
- 株式会社クリアパス
- 関西セルラー電話（現・KDDI）

なお、電気設備工事会社の関電工は、その名前から関西電力の関係会社と誤解されやすいが、関東地方を地盤とする東京電力系の会社（旧社名：関東電気工事）であり、関西電力グループにおいては、きんでん（旧社名：近畿電気工事）に相当する会社である。

## PR施設
- エルガイアおおい（福井県大飯郡おおい町）
- EEパーク（和歌山県御坊市）
- エル・マールまいづる（京都府舞鶴市）
- 若狭たかはまエルどらんど（福井県大飯郡高浜町）
- エナレッジ（大阪府大阪市）
- 美浜原子力PRセンター（福井県三方郡美浜町）
- 大飯発電所 エル・パーク・おおい（福井県大飯郡おおい町）
- 南港発電所 エル・シティ・ナンコウ（大阪府大阪市・スポーツ施設のみ利用可能）
- 宮津エネルギー研究所 丹後魚っ知館（京都府宮津市）
- 黒部川電気記念館（富山県黒部市）
- 神戸らんぷミュージアム（兵庫県神戸市中央区）
- エル・ビレッジおおかわち（兵庫県神崎郡神河町）1994年7月開館、2023年2月26日閉館[52]

## 広告活動

### 提供番組・コーナー
2011年3月11日に東北地方太平洋沖地震（東日本大震災）・東京電力福島第一原発事故が発生するまでは、他の電力会社同様に、テレビ・ラジオ各局の番組スポンサーとして多くのCMを放送。しかし、上記の事態を受けて、2016年3月までは表立ったスポンサー活動を控えていた。
一社提供の番組・コーナーについては、スポンサーを降板しない代わりに、提供クレジット・提供読みを割愛することで放送を継続。上記の震災・事故が発生した直後には、それまで関西2府4県で放送していたCMを、ACジャパンのCMに差し替えていた。その一方で、前述した節電電力要請の直前および期間中には、「節電のお願い」（社告形式のCM）を放送。要請を実施しなくなった2012年の夏季以降も、電力の供給不足が予想される時期を中心に、節電関連のCMを随時放送している。
2011年9月23日からは、「節電のお願い」を放送する期間を除いて、省エネルギーに関する企業イメージCMを放送。その後は、「はぴeみる電」（インターネット上の専用サイトによるポイント蓄積型・登録制の電気使用量通知・紹介サービス）や、関連会社（関電SOSなど）のCMの放送も徐々に再開した。2016年度からは、コーポレートブランドCM「登場」篇の放送開始や「はぴeみる電」関連サービスの拡充などを背景に、提供番組における提供クレジット・提供読みを復活させている。
ちなみに若狭国地域は関西電力管内となる福井県内では、県内の若狭国地域にある原子力発電所での安全対策を伝えるなどの趣旨で、関西2府4県とは異なる内容のCMを放送している。しかし、東北地方太平洋沖地震（東日本大震災）発生後は一時、関西2府4県と同様にCMの差し替えで対応していた。

#### テレビ
現在（すべて単独提供）
- 住人十色（毎日放送、関西ローカル）
- LIFE〜夢のカタチ〜（朝日放送テレビ、関西ローカル） - ナレーションを務める佐々木蔵之介（サービスエリアの京都市出身）は、2016年度から一時、関西電力のイメージキャラクターに起用。コーポレートブランドCMにも出演していた。
- フットマップ〜今すぐ行きたい!エエとこツアー〜（関西テレビ、関西ローカル）
- グッと!地球便（読売テレビ、関西ローカル）
- 発見!!食遺産（テレビ大阪） - 奈良テレビ・テレビ和歌山・びわ湖放送（原則テレビ大阪から1週遅れ）などでもネット
- ふれあい若狭（福井放送）
- エ・ク・ボ通信（福井テレビ）

過去
- ちちんぷいぷい（毎日放送）- 東北地方太平洋沖地震（東日本大震災）が発生するまで、料理コーナー「キッチンぷいぷい」のみ提供。ただし、提供終了後もIH調理器を調理に使用している。（火曜日を除く。火曜日はレギュラーであるロザンが関西電力の競合他社である大阪ガスのCMに出演しているためガスコンロを使用。）
- 所さんの目がテン!（読売テレビローカルスポンサー）
- トコトンハテナ（テレビ大阪・福井テレビローカルスポンサー）
- 暮らしカルマガジン みかさつかさ（毎日放送）
- 街かどチャチャチャ!（朝日放送）
- おしゃべりブランチ（朝日放送）
- 食べて元気!ほらね（朝日放送）
- 週末の探検家〜夢羅針盤〜（朝日放送）
- トミーズのはらぺこ亭（関西テレビ、関西ローカル）
- トミーズのはらぺこキッチン 極（関西テレビ、関西ローカル）
- 雨上がり食楽部（関西テレビ、関西ローカル）
- フォトぶら（関西テレビ、関西ローカル）
- 西村由紀江の日曜はピアノ気分（読売テレビ、関西ローカル）
- 晴れるヤ夢街道!浪花雪之丞一座（読売テレビ、関西ローカル）
- 満員御礼!!てっぺん座（読売テレビ、関西ローカル）
- オカンと娘（読売テレビ、関西ローカル）
- スタぴか! THOSE★AMAZING★KIDS!（読売テレビ、関西ローカル）
- Qっと!サイエンス（テレビ大阪）
- おでかけ発見バラエティ かがくdeムチャミタス!（テレビ大阪） - 奈良テレビ・テレビ和歌山・びわ湖放送など、福井テレビでは番組開始後1年間は旧番組を再放送でネットした。
- こちら海です（サンテレビ・KBS京都・テレビ和歌山・福井テレビ）
- 全国高校野球選手権大会中継（朝日放送、2006年 - 2009年・決勝戦を除く関西ローカル分）
  - 地方予選（和歌山県大会、テレビ和歌山、 - 現在（2011年度大会以降は提クレ自粛）・固定or不定期スポンサー）

- 明るい家庭（大阪テレビ放送）

#### ラジオ
過去
- 上泉雄一のええなぁ!（毎日放送）

- 東北地方太平洋沖地震（東日本大震災）発生の当日まで、「記念日ええなぁ!」（オープニング直後に放送されていたコーナー）を提供していた。放送枠を平日の夕方に編成していた2016年6月から、「月刊うわトーク」（月に1回のペースで放送される対談企画）のスポンサーとしてコーナー提供を復活。同年10月以降からは、16時台の後半に放送される日替わり企画のスポンサーに名を連ねていた。

- 土清水縁の日曜音楽館（毎日放送）
- おはようパーソナリティ道上洋三です（朝日放送ラジオ）

- 2016年10月から一時、「子どもの詩」（7時台の終盤に編成されていたコーナー）を単独で提供していた。

- アーティスト・プロデュース・スーパー・エディション（FM福井ローカルスポンサー）

- 東北地方太平洋沖地震（東日本大震災）後福井県内でのCM放送が再開となってからも継続されたが、関西電力の提供降板に伴い2014年9月で打ち切りとなった（2019年10月にネットを再開している）。

- 海の気象ニュース（KBS京都）

### CM出演者

#### 現在
啓発・サービス紹介CM
- 阿部サダヲ - コーポレートブランドCMで出演。（架空の人物「塩津零」としてゼロカーボン発電を紹介、2022年10月からのCMでは大学教授の役「ゼロカーボン教授」で出演[53]。）
- 岩田剛典 - オール電化のCMで出演。
- 海原やすよ ともこ - 「はぴeみる電」、「関電ガス」や引越しキャンペーンのCMで出演。
- 小坂菜緒（日向坂46）- 2022年10月からのCMで大学生役として阿部サダヲと共演[53]。
- 貴島明日香 - 2024年2月からのCMで岩田剛典と共演。

関電グループ企業（オプテージ）の出演者は当該記事参照。

#### 過去
企業イメージキャラクター
- 吉本新喜劇 -「吉本電喜劇」として。退団者も含めて新喜劇のメンバーが『電気』について薀蓄を語りつつ新喜劇風のコントを展開した
- オール阪神・巨人
- 池乃めだか
- 桂小枝 - めだかと共演。
- 星野仙一 - 原子力発電シリーズ
- 高橋英樹
- 浜村淳 - 長年にわたって、ラジオCMシリーズ「浜村淳の関電情報」を担当していた。

その他
- 黒木瞳 - オール電化キャンペーン「Ready?」シリーズに出演した。
- 小林聡美 - オール電化キャンペーン「はぴeライフ」キャンペーンのテレビCMに出演していた。
- 渡辺満里奈 - 同上
- 磯部さちよ - 同上
- 岡江久美子 - 同上
- 鍋本帆乃香 - 省エネシリーズ
- 美山加恋 - 原子力発電シリーズ
- 小籔千豊 - 関電SOS
- 高橋靖子 - 関電SOS
- あんみつ姫 - たこ足配線啓発CM
- おそ松くん - 「やめよう！電線のそばのたこあげ」
- うる星やつら - 同上。今でもアニメ全話収録のビデオソフトで視聴できる。
- しずくちゃん - 「デンキのエレン」というキャラクターで、「はぴeみる電」や節電関連のCMに出演。
- 中條健一 - 「関電ガス」のCMではぴ太と共演。
- ゆりやんレトリィバァ - エコキュート、IHクッキングのCMではぴ太たちと共演。
- 徳永えり - 2017年1月から、「関電ガス」を含むコーポレートブランドCMで佐々木と共演。
- ミルクボーイ - なっトクパックのCMではぴ太たちと共演。
- 波瑠 - なっトクパックのCMで出演。
- 佐々木蔵之介 - コーポレートブランドCMで出演[11]。「関電ガス」（2017年度からサービスを開始するガス供給事業）のPRも担っていた。

### 企業CMに使用された音楽
- ウルフルズ「パワー」：2018年度より、企業CM「MOVE the KANSAI」編に起用[54][55]。BSデジタル放送の民放各局を通じて、全国でも視聴可能。
- SAKURA「街の灯り」（オリジナルは堺正章）：「2011年創立60年」編 / 「灯りの言葉」編
- 中島みゆき「糸」：黒部川第四発電所・「続く物語」編 / 原子力発電・「40年前の決意の灯り」編
  - 手嶌葵によるカバーバージョン：「あなたの近くで」編
- アンジェラ・アキ「手紙 〜拝啓 十五の君へ〜 」：阪神・淡路大震災メモリアル15年・「15才の君へ」編
- チューリップ「青春の影」：阪神・淡路大震災メモリアル10年・「希望の光」編

## 不祥事・事件・トラブル

### 美浜原発事故（2004年8月）
2004年8月9日に美浜発電所3号機で発生した配管破損事故。2次冷却系のタービン発電機付近の配管破損により高温高圧の水蒸気が多量に噴出、逃げ遅れた5人が熱傷で死亡した。
なお、1991年2月9日には美浜発電所2号機にて蒸気発生器の伝熱管が破損し、非常用炉心冷却装置（ECCS）が作動する事故が発生しており、INESによる判定でレベル2とされた。

### 所得隠しの発覚
関電が所有する遊休地の取引に絡み、大阪国税局から、2008年3月期までの2年間で約6億円の所得隠しを指摘されていたことが、2009年4月17日の各新聞報道で発覚した。同社が所有権を持たない土地について、売却損益を架空計上したと判断された模様である。申告漏れの総額は約62億円に及ぶとされ、国税当局は重加算税を含め約21億円を追徴課税した。なお、同社はこの件に関して、一切公式サイト上でコメントをしていない。
2011年にも、福井県美浜町などでの原子力発電所建設で生じた金属屑を、実勢価格よりも安い価格で地元業者に売却した際に、同国税局から「（課税対象となる）交際費である」とされ、2010年3月期までの5年間で約45億円の申告漏れを指摘された。
2024年には、原発へのテロ対策に関する経費の処理を巡り、2021年3月期までの2年間にわたり約12億円の申告漏れを指摘されていたことが判明。経費処理に誤りがあったものと見られる。

### カラス巣作り訴訟
2008年3月1日、カラスの巣作りが原因で電圧が低下し、化学メーカーステラケミファ工場でフッ化水素ガス漏れ事故が発生。同年10月にステラケミファは「送電トラブルは容易に予見できた」などとして関西電力を相手取って損害賠償約1000万円を求め提訴したが、3年近い係争の後「解決金50万円を支払いその他の賠償義務は負わない」などの条件で和解が成立して終了した。

### 顧客情報の売却
2012年5月から8月にかけ、同社の子会社・かんでんCSフォーラムの女性の契約社員が、同社の顧客情報管理システムに不正アクセスして契約者情報を抜き取り、大阪府茨木市内の探偵業の男性に5000-10,000円で売却していたとして、不正競争防止法違反の容疑で愛知県警に逮捕された。

### 社宅空き室等の維持費の電力料金への転嫁
同社は2012年に電気料金値上げを申請したが、その際、電力料金に社宅や寮の空き部屋等の維持費を電気料金算定の原価に含めるよう経済産業省に対し求めていたことが、2013年6月に判明。同省は、入居率が9割未満の物件についてはコストを減額した上で原価に計上することとしたが、同社が原価に含めようとした物件の中には、廃止され塩漬け状態となっている社宅跡も含まれており、役員報酬が電力料金に含まれていた問題も明らかとなる中、「料金値上げの前に土地を売却すべき」だとの批判の声が多く聞かれる。

### 社員の故意の操作による停電
2013年5月31日に大阪市天王寺・浪速両区で、配電ボックスが開けられて内部の配電装置が操作され、両区内の民家やビルなど計132件が最長約1時間30分に亘り停電した。その後、同社難波営業所の37歳の男性社員が、同年6月4日に自分がやったと名乗り出た上で、大阪府警浪速署に出頭。同署はこの社員を偽計業務妨害容疑で書類送検した。

### 送電線設備をめぐる談合
同社発注の送電線設備の工事について、受注業者との談合に同社社員が多数関わっていたことが明らかになった。2014年1月31日に公正取引委員会は、同社に対し談合防止策を申し入れた上、談合に関わった受注業者に対し、私的独占の禁止及び公正取引の確保に関する法律（独占禁止法）違反で課徴金納付や排除措置命令などを出した。また、この談合について、その後の調査で社員240人が関わっていたことが明らかとなり、同社は、当時の副社長ら執行役員4人を譴責や報酬返上などの処分とした。

### 過労死問題
同社で高浜原子力発電所の運転再開を巡り原子力規制委員会の審査対応にあたっていた40歳代の男性課長が、2016年4月中旬に出張先の東京都内のホテルで自殺。この課長は、3月や4月の残業時間だけでも約100時間に及ぶとされた。敦賀労働基準監督署は同年内に、この男性を労災認定した。

### 関西電力幹部らの金品受領・便宜供与問題
以下、役職名などは当時のもの。
金沢国税局の税務調査で、2011年から2018年にかけて、高浜原子力発電所が立地する福井県大飯郡高浜町の元助役の森山栄治から、会長の八木誠や、社長の岩根茂樹、副社長の豊松秀己、森中郁雄らが、3億2千万円を受け取っていたことが明らかになった。なお、関西電力幹部に流れた金品の拠出元となった建設会社の売上高は、無入札による特命発注（随意契約）などによる原発関連工事の受注増により少なくとも6倍増となっていた。
税務調査が開始された翌月の2018年2月に、1億6千万円相当の金品を関西電力側から返却するとともに、大阪地検特捜部主任検事証拠改ざん事件で懲戒処分を受けて退官した元大阪地方検察庁検事正の小林敬を委員長とする社内調査委員会を設置して調査にあたり、八木や岩根ら関係者を社内で処分したが、これらの事実を取締役会に対しては隠蔽した。また、調査にあたって森山から聞き取りをせず、一方当事者の言い分のみを聞いたが、このことを指摘された調査委員会の小林は「そこまでは思いが至らなかった」と振り返った。
2019年9月26日に配信され共同通信のスクープ記事により明るみに出され、事態を受けた経済産業大臣の菅原一秀は、記者会見で「言語道断。ゆゆしき事態だ」と断じた。原子力規制委員会委員長の更田豊志は、「まだそんなことがあるのか」「憤りを感じた」とし、関西電力の対応を批判した。
また、八木は記者会見で兼務する関西経済連合会副会長職を続投する意向を示したが、これに対し関西経済連合会会長の松本正義は「関係者に疑義をもたれるようなことをしてはいけない」と批判した上で、第三者委員会の報告を待って八木の処遇を判断する意向であることを明らかにした。一方、関西経済同友会代表幹事の池田博之は「信頼回復に努めるべき」と述べるに留まり、進退についてはノーコメントとしたほか、関西財界の間で関西電力による2025年日本国際博覧会への15億円の寄付に影響が出ないか懸念が生じた。
こうした批判を受け、関電側は10月2日に改めて記者会見を行い、社内調査委員会報告書を公表。幹部らが元助役からの現金や金貨、スーツ仕立券など総額3億1,845万円相当の金品を受け取っていたことを明らかにすると同時に、弁護士などで構成する第三者委員会を設置して関電社内全部門に対して今般の問題と同様の事例の有無などを改めて調査するなど、年内にも検証報告書を取り纏める方針であることを発表したが、菅原経産相から「悠長な話だ」と批判され「可及的速やかに報告してもらいたい」と求められることとなった。
第三者委員会は、委員長を元検事総長の但木敬一が務め、元第一東京弁護士会会長の奈良道博らが委員に、特別顧問に元日本弁護士連合会会長の久保井一匡がそれぞれ就いた。その後2020年3月に公表された第三者委員会の報告書では、関西電力から森山側への便宜供与が認定されるとともに、電気料金値上げの条件として引き下げた役員報酬や金品受領に伴う追加納税分を闇補填していたことが明らかにされた。また特に責任が重い関係者として、相談役森詳介、前会長八木、社長岩根が指摘され、いずれも前後して辞職した。2019年11月28日に現旧取締役５名に、2020年4月18日に現旧取締役12名に対して、株主から責任追及の提訴請求を受けていた関西電力は、３月30日に取締役責任調査委員会を設置した。
4月1日、森山を通じて不当な要求や金品供与があったとして、吉田開発、オーイング、塩浜工業、柳田産業を停止期間は非公表としつつも、指名停止としたと発表。
4月23日、福井県は高浜町の企業と行った1980年代の土地取引について、森山氏が県に働きかけた事実は確認されなかったとする調査委結果を明らかにした。県へ届け出が必要だが資料は保存期間が過ぎており残っていなかった。2020年5月には八木が関西経済連合会に特別顧問として復帰した。
2020年4月28日、中村直人弁護士を委員長とするコンプライアンス委員会を設置。6月16日、取締役責任調査委員会の報告書が善管注意義務違反を認定したため、関西電力は八木前会長、岩根元社長、豊松元副社長、白井元常務、森元会長に対し総額19億3600万円の損害賠償請求訴訟を大阪地方裁判所に提訴した。一方、監査役を務めた、土肥孝治元検事総長、大坪文雄元パナソニック社長、槇村久子京都女子大学名誉教授、十市勉元日本エネルギー経済研究所専務らに関しては、善管注意義務違反が認定されたものの訴訟の提訴は見送られた。また、同年新たに取締役候補とされた佐々木茂夫元大阪高等検察庁検事長につき、事前に金品受領問題を認識していなかったと虚偽の説明が株主に対してなされ、のちに訂正された。8月17日に提出されたコンプライアンス委員会報告書により役員報酬補填問題で森元会長から指示を受けていた秘書室担当取締役の八嶋康博にも善管注意義務違反が認定され、関西電力は11月17日に追加提訴を行った。一方、提訴請求を行っていた株主らは、6月23日、関電の訴えでは不十分として22名の現旧取締役・監査役を被告に92億円の損害賠償を求める株主代表訴訟を提訴している。
金品受領は特別背任罪、贈収賄罪等に該当するとして市民3200余名が、2019年12月13日に告発状を大阪地検に提出。また、同年6月9日には、役員報酬等の闇補填問題で市民2100余名が業務上横領と特別背任で追加告発を行った。大阪地検は、2020年10月5日に告発状を正式に受理したものの、強制捜査を行わず任意の事情聴取等により2021年11月9日に嫌疑不十分で全員を不起訴処分とした。処分を不服とする告発人約1200名が、2022年1月7日、検察審査会への申立てを行った。代理人の海渡雄一弁護士は「公益性の高い関電がまともな企業に戻るためには、強制起訴で膿を出し切ることが必要」と訴えた。同年7月7日付で、大阪第2検察審査会は八木前会長、森元会長、岩根元社長の3人について、起訴相当と議決した。議決を受け大阪地検は再捜査を行ったが、12月1日に再び嫌疑不十分で全員を不起訴処分とした。大阪第2検察審査会は2023年3月30日付で3人について「起訴議決するには至らない」とする2回目の議決を出した。

### 電力料金の過大請求
2019年9月分の電力料金について、小規模商店など63法人に対し、過大に請求していたことが、同年11月29日に新聞報道で判明。同社は2018年に料金請求に関する社内システムを変更したが、契約内容データの移行の際にミスがあり、割引をしていない料金を請求していた模様だが、同社は「お詫びと説明をし精査を進めている」との理由で、報道されるまで事実を公表していなかった。

### 電力販売めぐる大手電力4社によるカルテル
2022年、2018年秋頃から電力小売りが全面自由化されているにもかかわらず、主に工場や商業施設、商業ビル向けの電力小売りで、お互いの地盤エリアで営業活動を展開しないように画策するなどカルテルを結んでいたことが明らかとなり、2023年3月30日、 公正取引委員会は、中国電力や中部電力とその子会社、九州電力などに総額1000億円あまりの課徴金納付を命じた。しかしカルテルを主導した関電は公正取引委員会にカルテルを「自主申告」したため、処分が免除されたことが報道された。総額1010億円の巨額の課徴金は過去最高額であった。同年7月14日、経済産業省は関西電力など5社に対し電気事業法に基づく業務改善命令を出した。

### 国家資格不正取得
2022年12月20日、関西電力グループ全体で197人が工事施行の国家資格を不正に取得していた事を明らかにした。

### 顧客情報の不正閲覧
2023年1月13日、子会社の関西電力送配電が持つ新電力会社の顧客データが親会社である関西電力社員に不正に閲覧され、営業活動にも利用されていた問題について電力・ガス取引監視等委員会に報告書を提出し、同日、記者会見で謝罪した。
調査した2022年12月12日までの3カ月間で社員ら730人が1万4657件の新電力の契約情報を閲覧し、一部で営業活動に使っていた。閲覧後に新電力から関電に契約を切り替えた事例は3538件あった。同月中に電力・ガス取引監視等委員会が関西電力と関西電力送配電に電気事業法に基づく立ち入り検査に入った。2015年の監視委員会設立以来、個別の不正に関する立ち入り検査は初めて。2023年4月17日、経済産業省は関西電力と関西電力送配電など5社に対し電気事業法に基づく業務改善命令を出した。

## 政界との関係

### 天下り問題
福島第一原子力発電所事故以降、経済産業省と電力会社の天下り問題が監督官庁である経産省の原子力発電所の安全基準のチェックを甘くさせる構造として批判が集まった。

### 歴代内閣総理大臣への献金
同社において、少なくとも1972年から18年間に亘り、歴代内閣総理大臣に対し、原発推進などの目的で多額の政治献金が行われてきた実態が、2014年に同社元副社長の内藤千百里の証言により明らかになった。